# 制钱
制钱，钱币学术语，广义上指中国历代流通货币中由官方铸钱局铸造的圆形方孔钱，民间俗称“麻钱”；狭义上专指明朝和清朝按其本朝定制由官方铸钱局铸造的铜钱，以区别于前朝旧钱和私铸钱。所谓定制是指铜钱的样式、铭文、重量、成色均有明确的规定。

## 历史

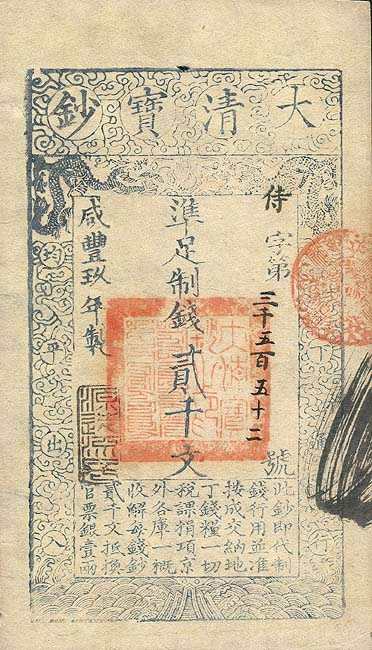
以制钱为单位的大清宝钞

乾隆年间开始铸造发行于新疆南部的红钱（或称新疆红钱），是清代制钱中的特殊品类，红钱在样式、规制、铸造技术方面和内地、北疆各铸钱局铸行的制钱均是相同的，但钱质、币值、流通范围、重量、厚度、背文等方面则有不同，论述时常以“红钱”和“制钱”对称。红钱为纯铜铸造，而制钱的含铜量为六成或七成；与制钱的币值比率为1:5，仅限在南疆地区使用；红钱重量最初为两钱，由于钱币直径相同，厚度要比制钱的厚；背文方面，红钱背面的铸局名称除满文外还有维文。
宣统二年（1910年），清廷颁布《币制则例》，改以银元为本位。中国制钱制度至此终结，但并未宣布制钱作废，中华民国建立以后仍有少量制钱流通。

## 术语

### 版别
移范：可分为叠字、摇头、复式和倒字四种，其中叠字指钱文有小幅移动，摇头指旋转30°，复式90°，倒字180°，但应注意，部分倒字并不属于移范。:158